# Distretto di Deh Rahwod
Il distretto di Deh Rahwod è un distretto dell'Afghanistan appartenente alla provincia dell'Oruzgan. Viene stimata una popolazione di 28 907 abitanti (stima 2016-17).